# 中根 (草加市)
中根（なかね）は、埼玉県草加市の町名。現行行政地名は中根一丁目から三丁目。郵便番号は340-0005。

## 地理
草加市中央部の沖積平野に位置する。東側を綾瀬川が流れる。

## 沿革
- 1958年（昭和33年）11月1日 - 市制が施行され、同時に草加町大字東中曽根から中根町に町名変更[4]。
- 2000年（平成12年）7月1日 - 第7次住居表示が実施され、中根町から中根一丁目から三丁目が成立[5]。

## 世帯数と人口
2017年（平成29年）10月1日現在の世帯数と人口は以下の通りである。
| 丁目       | 世帯数    | 人口    |
| ---------- | --------- | ------- |
| 中根一丁目 | 1,015世帯 | 2,352人 |
| 中根二丁目 | 642世帯   | 1,435人 |
| 中根三丁目 | 665世帯   | 1,412人 |
| 計         | 2,322世帯 | 5,199人 |

## 小・中学校の学区
市立小・中学校に通う場合、学区は以下の通りとなる。
| 丁目       | 番地                          | 小学校               | 中学校             |
| ---------- | ----------------------------- | -------------------- | ------------------ |
| 中根一丁目 | 1〜28番 29番15〜19号 30〜31番 | 草加市立八幡小学校   | 草加市立川柳中学校 |
| 中根一丁目 | その他                        | 草加市立八幡北小学校 | 草加市立青柳中学校 |
| 中根二丁目 | 41番                          | 草加市立八幡北小学校 | 草加市立青柳中学校 |
| 中根二丁目 | その他                        | 草加市立八幡小学校   | 草加市立川柳中学校 |
| 中根三丁目 | 全域                          | 草加市立八幡小学校   | 草加市立川柳中学校 |

## 交通

### 道路
- 松原文化通り

## 施設
- 中根浄水場
- 中根町会館
- ひので幼稚園
- 女體神社
- 中根公園
- 中根第2公園
- 中根第3公園
- 中根第5公園
- 中根第6公園
- 草加松原